# 好色五人女
『好色五人女』（こうしょくごにんおんな）は、江戸時代の浮世草子。作者は井原西鶴で、好色物の3作目。挿絵は吉田半兵衛。1686年（貞享3年）大坂・森田庄太郎、江戸・萬屋清兵衛によって刊行された。萬屋の名が削られた再版本や、『当世女容気』と題した改題本も刊行された。

## 概要
演劇・歌謡などによって当時よく知られていた、5組の男女の悲劇的な恋愛事件を題材とした、各1巻5章から成る中編小説である。本書の成立当時から約25年前～約2年前に発生し、さまざまな形で世に喧伝された著名な事件を題材とした、典型的なモデル小説であり、悲劇的恋愛小説とされる。
巻5以外はすべて悲劇的な結末を迎える物語となっており、封建的な道徳観や制度のために諦めざるを得なかった恋愛を、青春の悲劇として描きつつ、人間の愛欲を肯定的に描いた作品と位置づけられる。

## 各話のあらすじ
各物語のタイトルとモデルとなった事件、および『好色五人女』でのあらすじは次の通りである。
姿姫路清十郎物語（お夏清十郎）
1662年（寛文2年）に姫路で発生した、商家の娘と手代との密通事件（お夏清十郎）がモデル。
室の造り酒屋の息子である美男清十郎が、放蕩のあげく姫路の但馬屋にあずけられ、主人の娘お夏と恋仲になる。二人は駆け落ちの途中で捕縛され、男は刑死し、女は狂乱する。
情を入れし樽屋物かたり（樽屋おせん）
1685年（貞享2年）に大坂天満で発生した人妻の密通事件（樽屋おせん）がモデル。
大坂天満の商家の腰元おせんに樽屋（樽職人）が恋をする。樽屋とおせんは結ばれ、幸せな結婚生活を送る。しかし、あるとき、麹屋長左衛門家の法事に招かれ法事の手伝いをするおせんは、麹屋の女房から麹屋との不倫を誤解され非難される。麹屋の女房に誤解からしつこく非難されたおせんは麹屋の女房に復讐心を持ち、仕返しに本当に麹屋と不倫をしてやろうと考える。そして、樽屋が麹屋とおせんの不倫現場を目撃してしまう。麹屋は丸裸で逃げ出し、おせんは自殺。麹屋も後日、おせんの亡骸とともに刑場に晒される。
中段に見る暦屋物語（おさん茂右衛門）
1683年（天和3年）に京都で発生した、大経師の妻が奉公人と駆け落ちした事件（おさん茂兵衛）がモデル。作中では男の名が「茂右衛門」となっている。
女房おさんと手代茂右衛門は、ささいなきっかけから思わぬ形で関係を持ってしまう。出奔した二人は関係を重ね、琵琶湖で偽装心中をしてまで逃避行を続け、丹波・丹後に身を寄せるが、最終的には捕縛され、磔に処せられる。
恋草からげし八百屋物語（八百屋お七）
1682年（天和2年）に江戸で起きた少女の放火事件（八百屋お七）がモデル。
江戸の火事で本郷の八百屋八兵衛の一家は焼けだされ、駒込吉祥寺に避難する。避難生活の中で寺小姓小野川吉三郎の指に刺さったとげを抜いてやったことが縁で、お七と吉三郎はお互いを意識するが、時節を得ずに時間がたっていく。2人は契りを結ぶが、なかなか逢うことができない。吉三郎の事を思いつめたお七は、家が火事になればまた吉三郎がいる寺にいけると思って放火。近所の人がすぐに気が付き、ぼやで消し止められる。その場にいたお七は問い詰められて自白し捕縛され、市中引き回しの上、火あぶりになる。吉三郎はこのとき病の床にありお七の出来事を知らない。お七の死後100日に吉三郎は起きられるようになり、真新しい卒塔婆にお七の名を見つけて悲しみ自害しようとするが、お七の両親や人々に説得されて吉三郎は出家し、お七の霊を供養する。
恋の山源五兵衛物語（おまん源五兵衛）
寛文年間に薩摩で起きたとされる心中事件がモデルであるが、本作ではハッピーエンドに改められている。
衆道に執心している薩摩の武士源五兵衛と、その源五兵衛に恋慕した琉球屋の娘・おまんの物語。若衆2人を失って入道した源五兵衛のもとに、家出したおまんが男装して押しかけ、ついには源五兵衛を陥れる形で結ばれる。二人の生活は貧窮するが、おまんは両親に探し出されて巨万の富を譲られる。
本話のみがハッピーエンドになっているのは、俳諧の挙句や浄瑠璃の最終段にみられる「祝言」にならったと考えられる。ただし、あまりに虚構性の強い品々が列挙されるこの結末を単純な「ハッピーエンド」ととらえていいかには疑問も指摘されている。

## 主な文庫訳注
- 『好色五人女』江本裕全訳注、講談社学術文庫、1984年
- 『好色五人女』吉行淳之介訳、中公文庫、1986年
- 『富岡多惠子の好色五人女　わたしの古典』集英社文庫、1996年
- 『現代語訳 好色五人女』吉行淳之介・丹羽文雄訳、河出文庫、2007年
- 『好色五人女　現代語訳付き』谷脇理史訳注、角川ソフィア文庫、2008年
- 『好色五人女』田中貴子訳、光文社古典新訳文庫、2024年

## 本作を題材とした主な作品
各話についての項目も参照。

### 映画
- 『好色五人女』 - 1948年大映配給、野淵昶監督、脚本。
「情を入れし樽屋物かたり（樽屋おせん）」を題材とするが、おせんは麹屋の（元）女中という設定。婿養子で軽んじられてきた長左衛門と、樽屋との愛のない結婚をしたおせんは、麹屋の葬儀で再会して思いを通わせ、駆け落ちをする[7]。

- 『近松物語』 - 1954年大映配給、溝口健二監督、依田義賢脚本。
近松門左衛門の『大経師昔暦』の映画化とされているが、「中段に見る暦屋物語（おさん茂右衛門）」の解釈が盛り込まれている[8]、人物配置および前半の話の筋（逃避行を続ける二人は恋愛関係にはない）が近松に近く、後半の話の筋（愛に結ばれた二人が逃避行をする）には西鶴の要素が強く含まれている。

- 『ピンクサロン 好色五人女』 - 1978年にっかつ配給、田中登監督、いどあきお脚本
成人映画。舞台を現代に移した本作の翻案とされている。ピンクサロンのホステスとなった5人の女たちの転落を描く[9]。

### 楽曲
- 『好色五人女』 - 歌唱：兼田みえ子、共作詞・作曲：山本正之、吉田健美、編曲：市久。
東宝レコード制作のアルバム「水鏡」（1975年発売）の中に収録。5人の物語の骨子を歌う。
- 『井原西鶴原作「好色五人女」より お七』 - 歌唱：島津亜矢、作詞：宮沢守夫、作曲：村沢良介
2004年リリース。八百屋お七が題材。「名作歌謡劇場」として古典から昭和中期までの文芸作品に取材した一連の曲の一つ。

### 漫画
- 『好色五人女　マンガ日本の古典24』牧美也子著（中央公論新社 のち中公文庫）